# RTV 38
RTV 38 è una rete televisiva italiana interregionale toscana. In passato ha fatto parte dei circuiti nazionali Euro TV e Odeon.

## Storia
RTV 38 nasce il 15 maggio 1975 con la denominazione societaria di Televaldarno RTV38 s.r.l. che cambierà nel 1993 in Televaldarno RTV38 Due s.a.s. di Boris Mugnai & C., già socio di maggioranza al tempo della s.r.l. I primi esperimenti televisivi riguardarono la trasmissione delle feste del Perdono di Figline Valdarno. Nel 1976 iniziarono le trasmissioni via etere attraverso i canali UHF 38 e 26, con estensione progressiva alla Toscana e ad altre regioni dell’Italia centrale.
È la prima emittente nata in Toscana ed è stata la prima nella regione ad avere una programmazione che coprisse tutte le 24 ore, una delle prime anche a livello nazionale. Durante gli anni del passaggio al digitale, RTV 38 è riuscita a conquistare il primato rispetto alle altre tv regionali e locali in termini di ascolti e apprezzamento del lavoro informativo da parte dell'utenza toscana. Una posizione da leader che continua a persistere anche nel contesto attuale in cui la vita delle persone è condizionata dalle nuove tecnologie e in cui la loro attenzione è spalmata su più piattaforme, oltre il mezzo televisivo.
Dal 1982 al 1987 aderì al circuito Euro TV, per passare successivamente a Odeon TV. L'accordo ha così permesso una sua grande diffusione.In quegli anni vi sono state molte trasmissioni d'interesse, tra cui nei primi anni '2000, una serie di programmi condotti da Gianfranco Funari con vari nomi (Virus, Extra Omnes, Funari forever), nel cui piccolo studio televisivo s'alternarono numerosi ospiti di peso, da Marco Travaglio a Antonio di Pietro, da Massimo Fini a Pasquale Squitieri.
Negli stessi anni, RTV 38 acquisì l’emittente fiorentina VideoFirenze, fondata nel 1977, ampliando così la propria rete di trasmissione e la capacità produttiva.
Inoltre, l’emittente fondò la propria concessionaria pubblicitaria, Studio 80, con sede a Firenze, che permise una gestione autonoma della raccolta pubblicitaria e contribuì alla crescita economica della rete.
Dal 1º gennaio 2008 ha abbandonato il circuito Odeon TV, che è passato sulle frequenze della fiorentina Canale 10, all'epoca della stessa proprietà.
Già nei primi anni novanta RTV 38 lasciò il network per unirsi alla effimera esperienza di Tv7 Pathè.
Nel marzo 2004 RTV 38 inizia le trasmissioni in digitale terrestre: è la prima televisione toscana a sperimentare tale tecnologia.
Nel 2011 RTV 38 si classifica prima emittente (su 56) per l'assegnazione delle frequenze del digitale terrestre in Toscana.
La trasmissione di Michele Santoro Servizio Pubblico viene trasmessa per la sua prima stagione, nel 2011-2012, da una rete di TV locali. RTV 38 ottiene l'esclusiva per la Toscana. La prima puntata fa superare di poco i 224.000 spettatori nel minuto medio per RTV38 sui 2,2 milioni totali, dietro solo a Telelombardia.
Molti personaggi noti hanno lavorato e tuttora collaborano con RTV 38, tra questi: la iena Andrea Agresti, Cristiano Militello, la ex schedina Elisa Sergi, la modella Matilde Calamai, l'ex iena Duccio Del Lungo, il direttore di Valdarno Channel Marco Corsi e l'inviato del Tg La7 Francesco Selvi, ex direttore della testata giornalistica di RTV 38.
Dal Settembre 2009, dalla Domenica al Venerdì, dalle 19.30 alle 1.00 andava in onda 19.30-25, cinque ore e mezzo di approfondimento giornalistico, in diretta, curato dalla redazione giornalistica di RTV 38.
Dal Settembre 2010 il notiziario 38news cambia nome in TG38 Il telegiornale della Toscana in onda con sei edizioni giornaliere.
Il 28 marzo 2013, insieme alle altre emittenti regionali affiliate a Publishare, ottiene i diritti per trasmettere 40 partite delle ultime 10 giornate della Liga Spagnola.
Sempre nel 2013 ha siglato la media partnership per i Campionati del mondo di ciclismo su strada 2013 che si sono svolti in Toscana.
RTV 38 trasmette in diretta, dal 2012, tutte le partite del Calcio storico fiorentino.
L'emittente è official media partner di Hard Rock Cafe Firenze, Fondazione Palazzo Strozzi, e La Nazione.
Attualmente l’emittente è di proprietà di Boris Mugnai e del figlio Filippo Mugnai, che ne curano direttamente la gestione e la linea editoriale.. Sotto la loro guida, RTV 38 ha continuato a rafforzare la propria identità territoriale, puntando su un’informazione locale approfondita e su programmi legati alla cultura e all’attualità della Toscana. Negli ultimi anni, l’emittente ha investito nell’innovazione tecnologica, ampliando la propria presenza anche sul web e sulle piattaforme digitali, con contenuti fruibili in streaming e una programmazione sempre più integrata tra tv tradizionale e nuovi media.

### Evoluzione Crossmediale
RTV 38 è da sempre attenta agli sviluppi che hanno trasformato il settore dei media, in particolare di quello televisivo, perciò ha deciso di adottare delle strategie multipiattaforma per la trasmissione del proprio palinsesto, con l'obiettivo di intercettare una platea sempre più numerosa e variegata. Ad esempio, sul proprio portale web è disponibile il live streaming che consente l'utilizzo dei contenuti televisivi anche tramite mobile.
Inoltre, consapevole delle potenzialità offerte dalla social tv, RTV 38 è presente su Facebook, su Twitter, su YouTube con due canali, uno dedicato all'informazione e l'altro ai propri programmi d'intrattenimento, e su Instagram.
Inoltre, in conseguenza della diffusione del fenomeno del giornalismo partecipativo e per ottenere una migliore e maggiore capillarizzazione sul territorio, la redazione giornalistica ha attivato un servizio WhatsApp, tramite il quale è possibile inviare foto e video di segnalazioni da parte dei cittadini al numero 331.4303200. Questi contributi sono messi in onda all'interno del notiziario TG38.
Nel piano editoriale e nella visione manageriale dell'emittente toscana, i social network non rappresentano solo un mezzo di promozione del proprio palinsesto, ma un utile strumento per interagire con il pubblico, per comprendere e rispondere alle attuali esigenze di consumo televisivo, infine, un valido aiuto per le dirette di eventi speciali.

## Diffusione
L'emittente irradia il suo segnale in quattro regioni: Toscana, Umbria, Liguria e Lazio; solo le prime due regioni però godono di una copertura totale del segnale. Ecco in particolare la diffusione dell'emittente:
- Toscana
- Umbria
- Lazio (limitatamente alla Provincia di Viterbo e alto Lazio).

### Ascoltatori giorno medio emittente RTV38
|      | Gennaio | Febbraio | Marzo   | Aprile  | Maggio  | Giugno  | Luglio  | Agosto  | Settembre | Ottobre | Novembre | Dicembre | Media anno |  |
| ---- | ------- | -------- | ------- | ------- | ------- | ------- | ------- | ------- | --------- | ------- | -------- | -------- | ---------- |  |
| 2014 | 139.702 | 124.331  | 138.520 | 144.701 | 148.530 | 162.106 | 166.758 | 156.840 | 172.371   | 157.295 | 158.941  | 169.109  | 153.479    |  |
| 2015 | 176.029 | 161.702  | 157.110 | 143.137 | 148.968 | 151.905 | 153.928 | 141.559 | 144.276   | 155.298 | 157.425  | 186.030  | 156.478    |  |
| 2016 | 174.838 | 173.381  | 155.279 | 146.297 | 137.715 | 157.051 | 131.995 | 130.276 | 157.339   | 142.306 | 160.168  | 151.008  | 151.411    |  |
| 2017 | 164.766 | 129.906  | 144.184 | 143.345 | 129.781 | 131.907 | 129.469 | 138.307 | 140.558   | 123.801 | 119.268  | 141.153  | 156.370    |  |
| 2018 | 133.558 | 133.713  | 140.639 | 118.647 | 118.707 | 130.763 | 116.085 | 109.994 | 123.654   | 119.796 | 112.147  | 129.365  | 123.660    |  |
| 2019 | 136.693 | 121.153  | 122.419 | 128.567 | 139.617 | 143.660 | 139.549 | 157.386 | 159.344   | 166.679 | 179.435  | 177.176  | 150.930    |  |
| 2020 | 169.829 | 173.685  | 235.197 | 235.861 | 193.071 | 174.784 | 168.759 | 165.506 | 180.711   | 169.228 | 180.478  | 199.266  | 187.546    |  |
| 2021 | 178.634 | 161.113  | 161.855 | 167.072 | 153.831 | 170.978 | 142.596 | 152.358 | 170.894   | 157.905 | 164.790  | 164.850  | 162.617    |  |
| 2022 | 162.457 | 147.149  | 144.141 | 148.632 | 148.242 | 172.776 | 185.803 | 185.483 | 190.706   | 188.538 | 199.616  | 198.739  | 172.906    |  |

- Giorno medio mensile su target individui 4+

Per quanto riguarda la media mensile di ascoltatori unici, la stima si attesta fra 1.350.000 e 1.450.000 telespettatori.

## Programmi
- TG38, telegiornale
- Tadà
- Risorse
- Zona Mista, programma sportivo (conduce Mario Tenerani con Giovanni Galli, Roberto Pruzzo, Luca Calamai)
- Viola, programma sportivo (conduce Leonardo Bardazzi con Ciccio Graziani, Lorenzo Amoruso, Roberto Ripa)
- Viola in campo, programma sportivo (conduce Luca Renzoni con Luigi La Serpe, Costantino Nicoletti, Alberto Malusci)
- Attenti al tubo (Alessandro Paci, Alessio Nonfanti "Kagliostro", Benedetta Rossi)
- Il salotto dello sport, programma sportivo (Luca Calamai, Mario Tenerani)
- Golden Goal (2003-2008) - condotto da Carlotta Romualdi, Elisa Sergi come valletta (trasmissione sportiva)
- Viola Show (2003-2004) - Elisa Sergi come valletta (trasmissione sportiva)
- Forza Viola - condotto da Gianfranco Monti e successivamente da Massimo Sandrelli ed Elisa Sergi (2008-2013) (trasmissione sportiva)
- Per la strada Vincenzo - condotto da Andrea Agresti (approfondimento informativo)
- Stressing - con Fabrizio Mariotti, Marco "Raul" Gabbiani e Claudio Carli (programma comico)
- Era ora (2002-2003) - condotto da Cristiano Militello (approfondimento informativo)
- Ufficio Reclami - condotto da Andrea Agresti (1998-2004) e successivamente da Michela Monti (2005-2009) (approfondimento informativo)
- Vivi in Bellezza (2008-2013) condotto da Matilde Calamai (programma infotainment)
- Cucinando s'impara - condotto da Fabrizio Diolaiuti (programma di cucina)
- Le vie del cibo (2013-2016) - condotto da Fabrizio Diolaiuti (magazine su educazione alimentare e cucina)
- Zona 38 - condotto da Marco Corsi e Carlotta Romualdi (trasmissione sportiva)
- Afterhour Show - condotto da Niccolò Di Vito (approfondimento informativo)
- Mixtime - condotto da Fabio Irco (approfondimento informativo)
- Approfondimento Giovani - condotto da Niccolò Di Vito e Camilla Serrapiglio (approfondimento informativo)
- L'Inchiesta - condotto da Massimo Sandrelli (approfondimento informativo)
- La Riffa - condotto da Massimo Sandrelli (talk-show informativo)
- Focus (approfondimento informativo)
- Mezzogiorno di fuoco (2014-2016) - condotto da Nicola Vasai (talk-show politico)
- 38 Sport (2013-2017) - condotto da Luca Renzoni, Cristiana Bellugi (dal 2013) e Carlotta Comparini (2015-2017) come vallette (trasmissione sportiva)
- Attenti al Tubo (2014-) - condotto da Alessandro Paci e Alessio Nonfanti Kagliostro, con Benedetta Rossi (intrattenimento)
- Faccia di Kulo (2014-2015) - condotto da Duccio Del Lungo (intrattenimento)
- Il Ribollito (2015-) - condotto da Duccio Del Lungo (intrattenimento)
- Due come noi (2015-) - con Alessandro Paci, Benedetta Rossi, ospiti speciali: Massimo Ceccherini e Sergio Forconi (sit-com)
- Economia38 (2015-2016) - condotto da Luca Renzoni, Nicola Vasai e Gabriele Lachi (notiziario economico)
- Capitani Coraggiosi (2010-) - condotto da Francesco Selvi, con Cesare Peruzzi, direttore Toscana24, e Pino di Blasio, caporedattore Economia Quotidiano Nazionale, dal 2017 a cura di Maria Teresa Tironi e della redazione giornalistica e condotto da Luca Renzoni (approfondimento informativo)
- Stili di vita Magazine (2012-2017) - condotto da Raffaele Palumbo con Cecilia Morandi (approfondimento informativo)
- Idea - Toscana da Vivere (2014-) - condotto da Benedetta Rossi (trasmissione infotainment)
- Nero Toscana (2015-2016) - condotto da Francesco Selvi (in prime time l'analisi dei principali casi noir toscani)
- Viola d'amore (2013-2017) - condotto da David Guetta (trasmissione sportiva)
- Mister Romeo (2016-2017) - condotto da Francesca Romeo (trasmissione sportiva)
- Pronto Dottore (2014-2017) - condotto da Matilde Calamai (settimanale di informazione medica e sanitaria)
- Zoom (2013-) - curato dalla redazione giornalistica (approfondimento informativo)
- #LaPancia (2017-) - curato dalla redazione giornalistica e condotto da Patrizia Menghini (approfondimento informativo)
- Viola (2017-) - condotto da Luigi Laserpe con Carlotta Comparini (trasmissione sportiva)
- Tadà (2017-) - condotto da Francesca Romeo e curato da Maria Teresa Tironi, Diletta Bianchi e Matteo Pelli (infotainment)
- Risorse (2017-) - condotto da Fabrizio Diolaiuti e curato da Maria Teresa Tironi (approfondimento informativo)
- E se fosse sabato (2017-2018) - con Alessandro Paci, Kagliostro e Benedetta Rossi (programma comico)
- L'isola (2023) - con Fabrizio Mariotti, Marco "Raul" Gabbiani e Aurora Rosa Ciabatti (programma comico)
- Ba Da Boom (2024) - con Fabrizo Mariotti e Marco "Raul" Gabbiani (programma comico)

## Personale

### Giornalisti
Redazione Centrale di Figline Valdarno
- Nicola Vasai (Direttore)[15]
- Luca Renzoni
- Gabriele Lachi
- Maria Teresa Tironi
- Andrea Calcinai

Redazione di Firenze
- Stefano Rossi
- Patrizia Menghini

Redazione di Grosseto
- Massimo Gherardi

Redazione di Siena
- Susanna Danisi
- Cristian Lamorte

Redazione di Pisa e Livorno
- Luca Lunedì

Redazione di Pistoia e Prato
- Francesco Storai

Redazione di Lucca 
(precedentemente)
- Manuela Mattei
- Elena Franceschini
- Cecilia Pierami
- Silvia Bolognini

### Conduttori
- Raffaele Palumbo
- Matilde Calamai
- Gianfranco Monti
- Fabrizio Diolaiuti
- Carlo Esposito
- Duccio Del Lungo